# Антоан Лакроа
Алфред Франсоа Антоан Лакроа (фр. Alfred Antoine François Lacroix (Макон, 4. фебруар 1863 – Париз, 16. март 1948) био је француски минералог, петрограф и геолог. Његова истраживања дала су допринос објашњењу формирања вулканских купа и објашњењу пирокластичнога тока.

## Биографија
Алфред Лакроа рођен је 4. фебруара 1863. у Макону у Бургоњи у Француској у породици апотекара и доктора. Деда га је заинтересовао за истраживање минерала. Похађао је апотекарску школу у Паризу, где је дипломирао 1887. године. Током школовања он се паралелно бавио минералогијом. У Паризу је срео минералога Алфреда Деклаузоа, коме је показао минерале, које је сакупио у свом крају. Деклаузо га је одмах позвао у своју лабораторију. Почео је у исто време да помаже Фердинану Фукеу, професору петрологије на Колеж де Франс. Фуке га је упознао са микроскопским методама минералогије. Паралелно је слушао предавања Шарла Фридела на Сорбони, а и предавања Франсоа Малара. Током 1884. кренуо је на истраживачко путовање у Шкотску, а током 1885. у Норвешку и Шведску. Научно је истраживао 1887. Северну Италију, Сардинију и Елбу. Са тих путовања вратио се са значајном збирком камења и минерала. Докторирао је 1889. код Фердинана Андре Фукеа на Колеж де Франс. Путовао је и у Канаду, Италију и Немачку. Изабран је 1893. за професора минералогије, а 1896. постао је директор минералошке лабораторије. Наследио је де Клоазоа као директор Музеја историје природе. Посебно су га интересовали минерали повезани са вулканским активностима и магматске стене. Бавио се феноменима метаморфизма у различитим деловима света, а посебно на Пиринејима. Пратио је 1906. ерупцију Везува, а 1908. ерупцију Етне. Био је председник(1922-1927) вулканолошке секције Међународнога геофизичкога и геолошкога савеза. Његов главни научни допринос представљало је објашњење формирања вулканских купа и објашњење пирокластичнога тока.
Дописни је члан Српске краљевске академије (Академије природних наука) од 18. фебруара 1926.